# أنا وأمي (فلم)
أنا وأمي هو فيلم مصري عرض عام 1960، بطولة تحية كاريوكا ورشدي أباظة وعواطف يوسف، ومن إخراج عباس كامل.

## قصة الفيلم
تصبح (كريمة) وحيدة بعد انفصال والديها والتحاقها بإحدى المدارس الداخلية، تزداد مشاعر الحرمان والوحدة لدى (كريمة) مع مرور الأيام، وعندما تصل لسن البلوغ تقرر أن تعيش مع أمها التي تقودها لنفس الطريق الذي تسلكه، ومن ثم تعمل راقصة مثلها، وتحاول إيقاع عشيق والدتها في حبها.

## طاقم التمثيل
- تحية كاريوكا: (هنا - والدة كريمة)
- رشدي أباظة: (رشدي)
- عواطف يوسف: (كريمة حسين)
- ماهر العطار: (ماهر شاكر ماهر)
- نظيم شعراوي: (حسين - والد كريمة)
- زوزو ماضي: (سعاد هانم)
- سمير شديد
- رجاء يوسف: (رجاء)
- نعيمة وصفي: (مديرة المدرسة)
- عبد المنعم مدبولي: (عم مدبولي)
- ثريا فخري: (الجدة)
- علي الكسار: (الجد)
- قدرية كامل
- زين العشماوي
- هدى عبده
- بليغ حبشي
- نادية شريف
- أحمد شوقي
- جمال الدماطي: (المهرب)
- ليلى صادق
- تيري كامل

## فريق العمل
- إخراج: عباس كامل
- قصة: موسى صبري
- سيناريو وحوار: عباس كامل
- مدير التصوير: علي حسن
- مونتاج: عبد المنعم توفيق
- إنتاج: كليوباترا فيلم
- توزيع: الأفلام العربية المتحدة